# الأحرار (شمال سيناء)
الأحرار إحدى قرى مركز بئر العبد التابع لمحافظة شمال سيناء بجمهورية مصر العربية.